# Diassistema
Um diassistema é um termo da dialetologia que define um sistema virtual que existe na base estrutural de duas ou mais línguas com alto grau de inteligibilidade mútua. As razões para a existência dos diassistemas são múltiplas; normalmente a consideração como línguas separadas é derivada dum desenvolvimento histórico e cultural diferente a partir de um determinado momento histórico. As diferenças podem afetar o léxico, tal qual ocorre entre o occitano e o  catalão devido à influência respectiva do francês e do castelhano.
Também existem casos nos quais a maior diferença ocorre no sistema de escrita empregado, caso do hindi, que utiliza o devanágari, e o urdu, que emprega o alfabeto árabe, embora ambas as línguas sejam mutuamente inteligíveis. Em outros casos, os fatores legais e políticos os consideram línguas diferentes a legislação existente estabelece uma diferença entre dialetos apesar de não existirem barreiras reais de compreensão entre essas variedades linguísticas, nem na sua fonética, escrita ou léxico, como ocorre no caso do romeno e o moldavo. A determinação de um diassistema permite reduzir dificuldades na identificação de fronteiras lingüísticas e na explicação de fenômenos dialetais.

## Exemplos de línguas num diassistema
- português e galego
- búlgaro e macedônio
- catalão/valenciano e occitano
- dinamarquês e norueguês (bokmål)
- hindi e urdu
- neerlandês e flamengo
- romeno e moldávio
- sérvio e croata
- filipino e tagalog
- tcheco e eslovaco
- malaio e indonésio